# Killerpilze

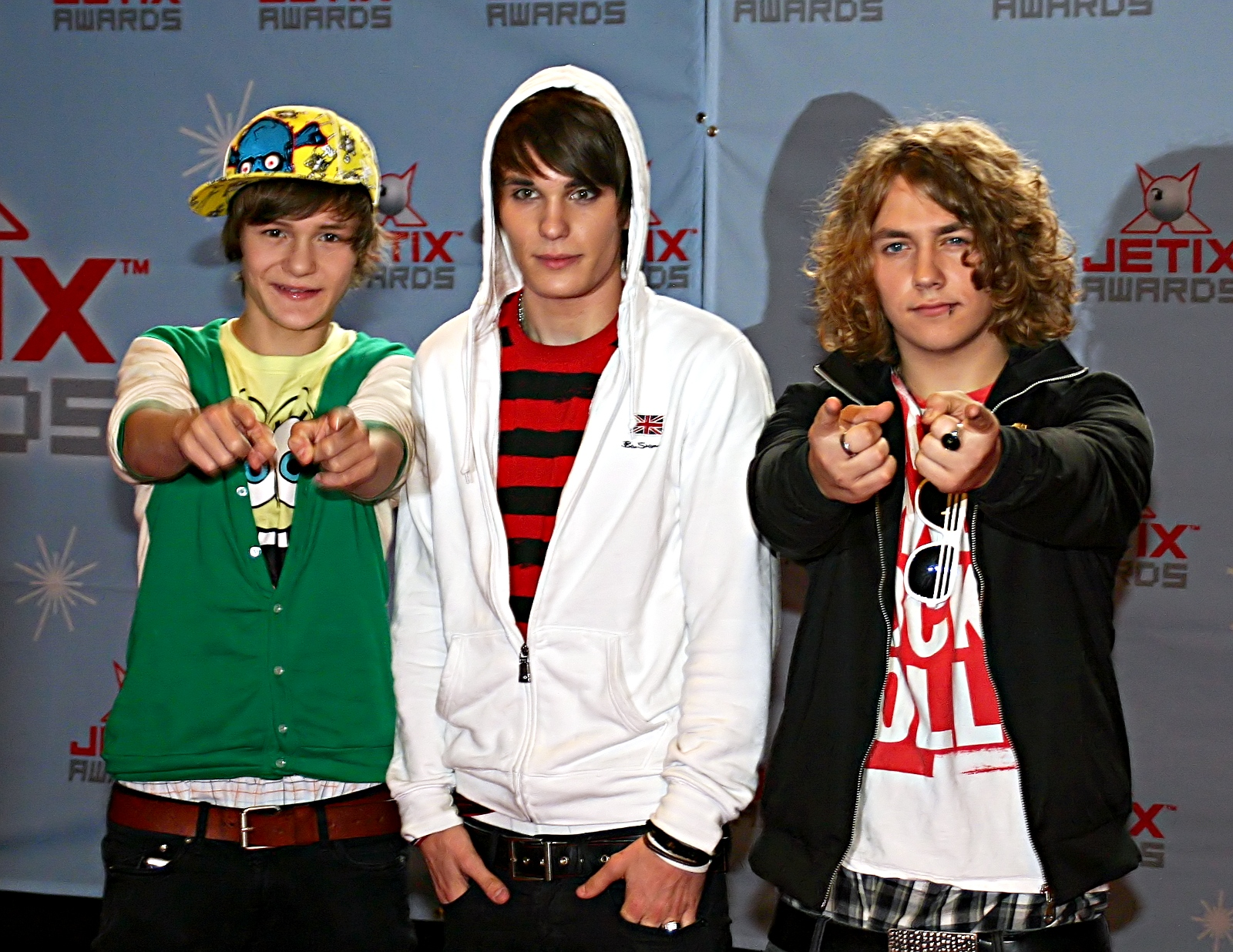
Killerpilze (2008)

Killerpilze is een Duitse poppunkband. De band bestaat uit zanger Johannes 'Jo' Halbig, bassist Maximilian 'Mäx' Schlichter en drummer Fabian 'Fabi' Halbig.

## Geschiedenis
De groep werd opgericht in 2002 door Johannes Halbig en Andreas Schlagi, samen met Jo's broertje Fabian en Maximillian Schlichter.. In mei 2006 braken ze door: hun eerste single Richtig scheiße belandde op nummer 1 in de Duitse hitparade. Schlagi verliet in maart 2007 de band: hij vond het te veel worden met school en hij was de roddels beu. De teksten worden geschreven door Schlichter en Halbig.
Hun eerste album is Von vorne durch die Punkallee, opgenomen in een kinderkamer en van erg slechte kwaliteit. Deze verkocht de band online en bij live concerten.
Op 19 mei 2006 kwam hun eerste 'echte' album uit, Invasion der Killerpilze. Deze kwam op nummer 7 in de Duitse charts, voor 10 weken. In deze tijd werden zij ook aangenomen door Universal Music. 
Op 27 juli 2007 kwam hun tweede album Mit Pauken und Raketten uit, die 7 weken op nummer 14 stond in de Duitse hitparade.
Sinds 2010 financieren ze zelf hun albums met hun eigen platenlabel Killerpilzerecords, nadat ze vanwege onenigheden met Universal Music hadden gebroken.
Op 19 maart 2010 kwam hun nieuwe single Drei uit, als voorproefje op hun derde studioalbum Lautonom. Op 11 februari kwam hun single KOMM KOMM.COM uit, van hun nieuwe album Ein Bisschen Zeitgeist. Op 1 maart 2016 verscheen vervolgens hun vijfde studioalbum Grell. In 2013 vroegen ze hun fans het volgende album te financieren. Ze haalden 55.000 euro op en zo kwam in juni 2014 de ep Postkarten uit.
Eind 2015 kwamen twee singles van hun nieuwe album uit, H.E.A.R.T. en High mit dir. Hun nieuwe album HIGH verscheen op 8 maart 2016.
De band toerde in verschillende Europese landen, waaronder België, Nederland, Frankrijk en Polen.

## Discografie

### Singles
- Richtig scheiße (28-04-2006)
- Springt hoch (16-06-2006)
- Ich kann auch ohne dich (06-10-2006)
- Liebmichhassmich (13-07-2007)
- Letzte Minute (14-12-2007)
- Verrockt (29-08-08)
- Drei (12-02-10)
- KOMM KOMM.COM (08-02-11)
- Jubel und Staub (30-05-11)
- Nimm mich mit (15-02-13)
- Sommerregen (30-05-13)
- Die Stadt klingt immer noch nach uns (06-09-13)
- Gewinner füreinander (04-06-14)

### Albums
- Invasion der Killerpilze (19-05-2006) (gouden plaat)
- Mit Pauken und Raketen (27-07-2007)
- Das Fünf Minuten-Album (13-06-2008)
- Lautonom (12-03-2010)
- Ein bisschen Zeitgeist (18-03-2011)
- Grell (01-03-2013)
- Postkarten EP (05-06-2014)
- HIGH (08-03-2016)

## Prijzen
- Top Act: 1ste plaats (2005)
- Band van 2005: 1ste plaats (2006)
- Rock Band: 2de plaats (2007)